# Muir Mathieson
James Muir Mathieson, OBE (24 de gener de 1911 - 2 d'agost de 1975) fou un director i compositor escocès. Mathieson va ser gairebé sempre descrit com a "director musical" en un gran nombre de pel·lícules britàniques.

## Carrera
Mathieson va néixer a Stirling, Escòcia, el 1911. Després d'anar a l'Stirling High School, va anar al Royal College of Music de Londres. Als anys trenta es va convertir en cap del departament de música d'Alexander Korda als Denham Film Studios; Mathieson fou un dels tres únics caps de departaments de London Films que va ser britànics. El seu primer treball va ser com a ajudant musical no acreditat a la pel·lícula de 1933 The Private Life of Henry VIII.
Mathieson va dir a Korda que no volia ser compositor, que el que volia era triar compositors de primer ordre i organitzar i dirigir les seves partitures. El compositor James Bernard el va anomenar el "tsar de la música per a pel·lícules britàniques. Si volíeu escriure música per a pel·lícules en aquell moment, havíeu d'estar “bé” amb Muir". Mathieson volia mostrar al món que el Regne Unit tenia compositors de renom i "volia veure explotar el geni musical britànic a tot el món i reconegut per altres països".
Durant el seu servei militar amb el Ministeri d'Informació, Mathieson es va encarregar de les partitures de les pel·lícules d'Arthur Bliss, William Walton, Ralph Vaughan Williams i Malcolm Arnold. Juntament amb el compositor de la partitura de la pel·lícula de 1953, Genevieve, amb l'intèrpret d'harmònica Larry Adler, Mathieson va ser nominat a un Oscar, per la seva condició de director musical. Sota una forta pressió del House Un-American Activities Committee, el nom del compositor es va ometre de mala gana de la llista de candidats. El nom de Mathieson com a director musical (no com a compositor) va continuar. Molts anys després, l'Acadèmia va restablir a la llista el nom de compositor d'Adler.
Mathieson va ser també director musical en pel·lícules amb partitures compostes per altres, sobretot en Vertigen (D'entre els morts) d' Alfred Hitchcock el 1958, on va dirigir la partitura de Bernard Herrmann, després publicant un àlbum de la música amb la Sinfonia of London. Solament l'any de la Vertigen se li acredita la direcció musical de 28 pel·lícules. En general, es diu que ha dirigit la música per a més de mil pel·lícules britàniques. A causa dels requisits del que constituïa una pel·lícula britànica per a Eady Levy, el nom de Mathieson va ser acreditat al costat de compositors no anglesos.
Es va casar amb la ballarina Hermione Darnborough (1915-2010), a qui va conèixer el 1935 mentre dirigia Hiawatha al Royal Albert Hall de Londres. Van tenir quatre fills, entre ells l'actriu Fiona Mathieson (1951–87), també estudiant de composició.
Va dirigir l'Orquestra Juvenil del Comtat de Nottinghamshire als anys seixanta i des de finals dels anys 1960 fins a la seva mort va dirigir l'Orquestra Juvenil del Comtat d'Oxfordshire. Va ser oficial de l'Ordre de l'Imperi Britànic el 1957. Mathieson va ser també un mentor del compositor de cinema Edward Williams, molt conegut per compondre la partitura de Life on Earth.
Va ser el germà gran de Dock Mathieson, que també va tenir una carrera com a arranjador i directort de partitures de cinema, tot i que de manera menys destacada.

## Partitures seleccionades
- Hobson's Choice (1954)
- A Night to Remember (1958)
- Vertigen (1958)
- Circ dels Horrors (1960)
- Quina tallada! (1961)
- Crooks Anonymous (1962)
- Calamitat la vaca (1967)